# Церква святого архистратига Михаїла (Печорна)
Церква святого архистратига Михаїла в Печорні — парафія і храм греко-католицької громади Заліщицького деканату Бучацької єпархії Української греко-католицької церкви в селі Печорна Чортківського району Тернопільської области.

## Історія церкви
Перша письмова згадка про церкву в селі Печорна датується 1720 роком. Це була дерев'яна церква Святого Михаїла Архангела, покрита соломою, освячена в тому ж році. У 1775 році збудували нову дерев'яну церкву.
Навесні 1905 року дерев'яна церква згоріла. У 1906—1909 роках збудували новий мурований храм, покритий бляхою. Проєкт був розроблений одним з архітекторів бюро Василя Нагірного.
Під час Першої світової війни церкву закрили, і місцеві жителі ходили до храму в Заліщиках.
У 1946 році парафію і храм підпорядкували Московському патріархату.
У 1961—1977 роках церква була закрита державною владою. Віряни відвідували храми в селах Зелений Гай і Лука Городенківського району.
На третій день Великодніх свят 1977 року о. Іван Сінятович відслужив першу Літургію після закриття, і парафія знову належала РПЦ.
У 1990 році парафія і храм повернулися в лоно УГКЦ.
У 2005—2006 роках було зроблено капітальний ремонт. Група художників з Тернополя під керівництвом Бориса Рудого виконала розпис храму. У 2008 році відреставрували дзвіницю. Усі роботи профінансували парафіяни.
При парафії діють: спільнота «Матері в молитві», братство «Апостольство молитви», церковне братство і сестринство.

## Парохи
- о. Іван Явницький,
- о. Андрій Слоненський,
- о. Іван Разовський,
- о. Дмитро Валявський,
- о. Семен Стрельбіцький,
- о. Микола Левіцький,
- о. Іван Подгорецький,
- о. Ісакій Бошкевич,
- о. Йосиф де Росткович,
- о. Климентій Глинський,
- о. Віктор де Лодзя Росткович,
- о. Віктор Росткович,
- о. Олександр Рудснський (1913—?),
- о. Володимир Руденський,
- о. Дмитро Кваснюк (1959—1961),
- о. Іван Сінятович,
- о. Володимир Отчич (1984—1990),
- о. Віталій Масловський (1990—1992),
- о. Василь Повшок (1992—1995),
- о. Олег Винницький (17 квітня 1995 — березень 2020).